# Dário Essugo
Dário Cassia Luís Essugo (ur. 14 marca 2005 w Lizbonie) – portugalski piłkarz angolskiego pochodzenia, występujący na pozycji defensywnego pomocnika w angielskim klubie Chelsea.

## Suckesy

### Sporting CP
- Mistrz Portugalii: 2020/2021
- Mistrz Portugalii: 2023/2024
- Mistrz Portugalii: 2024/2025[3]